# Aminagar Sarai
Aminagar Sarai è una suddivisione dell'India, classificata come nagar panchayat, di 10.114 abitanti, situata nel distretto di Bagpat, nello stato federato dell'Uttar Pradesh. In base al numero di abitanti la città rientra nella classe IV (da 10.000 a 19.999 persone).

## Geografia fisica
La città è situata a 28° 59' 45 N e 77° 23' 41 E.

## Società

### Evoluzione demografica
Al censimento del 2001 la popolazione di Aminagar Sarai assommava a 10.114 persone, delle quali 5.302 maschi e 4.812 femmine. I bambini di età inferiore o uguale ai sei anni assommavano a 1.767, dei quali 916 maschi e 851 femmine. Infine, coloro che erano in grado di saper almeno leggere e scrivere erano 5.941, dei quali 3.633 maschi e 2.308 femmine.